# Nicolas-Germain Léonard
Nicolas-Germain Léonard (* 16. März 1744 auf Guadeloupe; † 6. Januar 1793 in Nantes) war ein französischer Dichter und Romanautor des 18. Jahrhunderts.
Seine Dichtung ist von der deskriptiven Poesie Salomon Gessners und der Gattung der pastoralen Dichtung beeinflusst. Seine beiden Romane sind in Form von Briefromanen verfasst und insbesondere von Jean-Jacques Rousseaus sentimentalem Briefroman Julie oder Die neue Heloise beeinflusst.

## Werke

### Dichtung
- Idylles, 1766.
- Idylles et poésies champêtres, 1782.

### Romane
- La Nouvelle Clémentine ou Lettres de Henriette de Berville, roman, 1774.
- Lettres de deux amants, habitans de Lyon. Londres & Paris: Desenne, 1783.

### Werkausgaben
- Œuvres de Léonard, hrsg. von Vincent Campenon. Paris: Didot jeune, VII (1798).
- Nicolas-Germain Léonard, Oeuvre en prose. Hrsg. von Gwenaëlle Boucher. Paris: L’Harmattan, Les introuvables, 2007. (Enthält die Romane sowie kürzere Prosa.)
- Nicolas-Germain Léonard, Oeuvre poétique. Hrsg. von Gwenaëlle Boucher. Paris: L’Harmattan, Les introuvables, 2007. (Enthält die Dichtungen.)